# Minetto (CDP, New York)
Pour les articles homonymes, voir Minetto.
Minetto est une census-designated place du comté d'Oswego, dans l'État de New York, aux États-Unis,. En 2020, elle compte une population de 1 262 habitants.